# Ewakuacja Polaków z ZSRR

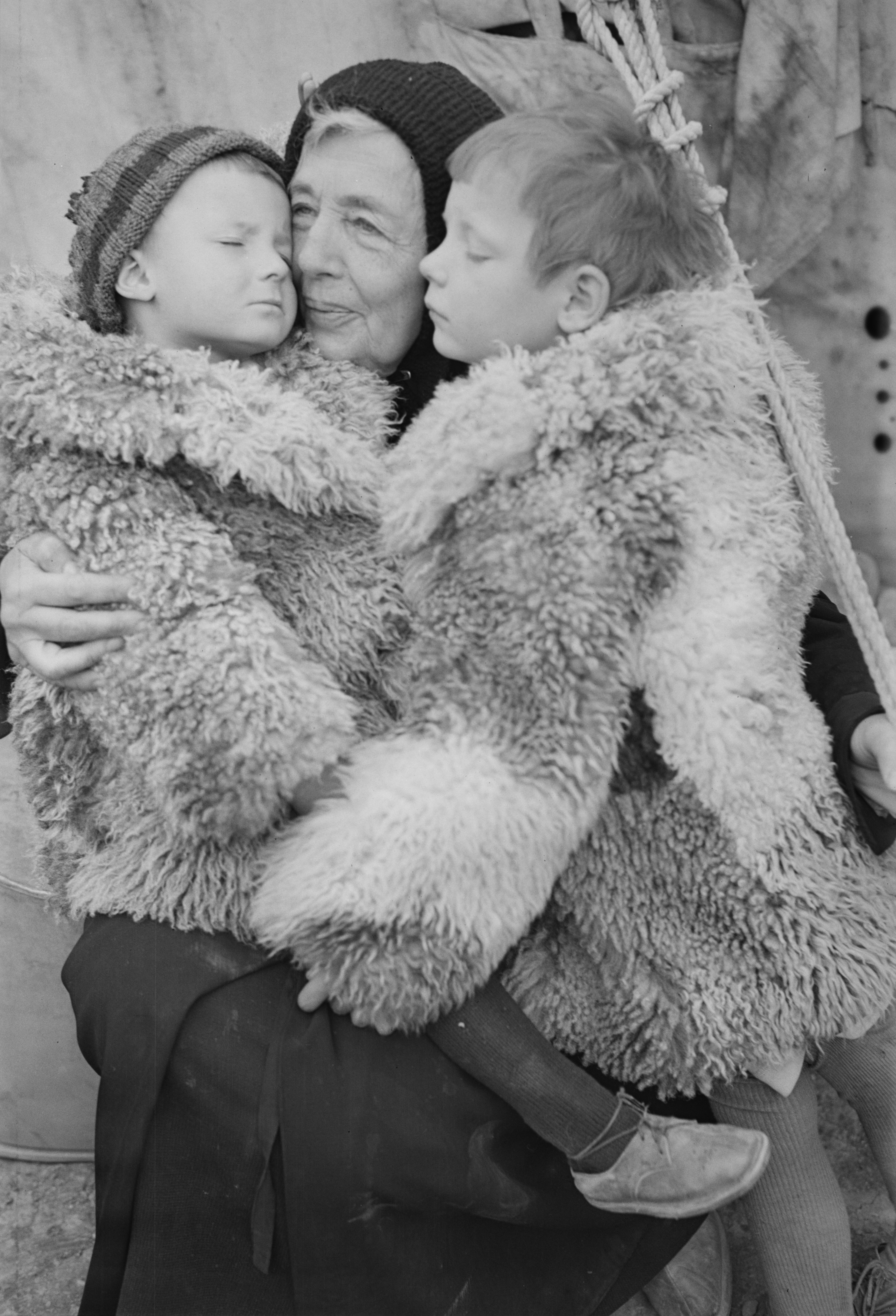
Polska kobieta i jej wnuki w obozie ewakuacyjnym Amerykańskiego Czerwonego Krzyża w Teheranie, 1943

Po inwazji ZSRR na Polskę na początku II wojny światowej, zgodnie z paktem Ribbentrop-Mołotow, Związek Radziecki zagarnął ponad połowę terytorium II RP, czyli około 201 tys. km kw., zamieszkanych przez ponad 13 200 000 osób. W ciągu kilku miesięcy, aby zdepolonizować anektowane ziemie, sowieckie NKWD zebrało i deportowało od 320 tys. do 1 miliona obywateli polskich w głąb terytorium ZSRR, przede wszystkim na Ural i Syberię. W latach 1940–1941 odbyły się cztery fale deportacji całych rodzin włącznie z dziećmi, kobietami i osobami starszymi przy użyciu pociągów i wagonów towarowych. Tylko druga fala deportacji z Kresów objęła od 300 tys. do 330 tys. Polaków, wysłanych głównie do Kazachstanu.
Po ataku Niemiec na ZSRR i przywróceniu stosunków dyplomatycznych pomiędzy Rządem RP na uchodźstwie, a rządem sowieckim, ponad 110 tys. Polaków, w tym 36 tys. kobiet i dzieci, zdołało wraz z Armią Andersa opuścić Związek Radziecki. W następstwie późniejszych wydarzeń dotarli do Iranu, Indii, Palestyny, Nowej Zelandii, Brytyjskiej Afryki Wschodniej, a nawet do Meksyku. Wśród tych, którzy pozostali w Związku Radzieckim, do końca wojny zginęło około 150 000 Polaków. Ewakuacja ludności polskiej z ZSRR trwała od 24 marca 1942 roku przez tydzień, a następnie ponownie od 10 sierpnia 1942 roku do początku września. W pierwszym etapie drogą morską z Krasnowodzka (Turkmeńska SRS, obecny Turkmenistan) do Bandar Pahlavi w Iranie przedostało się drogą morską ponad 30 tys. wojskowych i około 11 tys. dzieci. W drugim etapie ewakuacji ponad 43 tys. żołnierzy i około 25 tys. cywilów wyruszyło wraz z gen. Władysławem Andersem przez Morze Kaspijskie do Iranu. Około jedna trzecia ewakuowanych cywilów była dziećmi. Później nastąpiła jeszcze ewakuacja na mniejszą skalę z Aszchabadu do Maszhadu, obejmująca stosunkowo dużą i ostatnią grupę cywilów.

## Tło sytuacyjne
W 1939 roku, po ataku hitlerowskich Niemiec i Związku Radzieckiego na Polskę, terytorium II RP zostało podzielone pomiędzy obu najeźdźców. Wschodnią połowę Polski zaanektował Związek Radziecki. Niedługo potem rozpoczęto program masowych deportacji etnicznych Polaków, a także niektórych polskich Żydów, w głąb terytorium ZSRR. Setki tysięcy obywateli polskich zostało zmuszonych do natychmiastowego opuszczenia swoich domów i przewiezionych bydlęcymi wagonami na Syberię, do Kazachstanu i innych odległych części ZSRR. Odbyło się kilka fal deportacji, podczas których całe rodziny były wysyłane w niegościnne, niezagospodarowane tereny Związku Radzieckiego. Wśród osób cywilnych, które jako pierwsze znalazły się na listach przeznaczonych do deportacji, znaleźli się pracownicy sądowi, urzędnicy, samorządowcy, funkcjonariusze Policji Państwowej, uchodźcy z zachodniej części Polski okupowanej przez Niemców, kupcy, leśnicy, osadnicy wojskowi i właściciele ziemscy, a także polskie sieroty, wszyscy członkowie rodzin osób aresztowanych przez NKWD oraz osób, które uciekły na Zachód lub zaginęły.
Los deportowanych Polaków poprawił się dopiero w połowie 1942 roku, po podpisaniu układu Sikorski-Majski. Józef Stalin ogłosił jednorazową amnestię dla obywateli polskich w Związku Radzieckim. Trwała ona do 16 stycznia 1943 roku, kiedy to została skutecznie uchylona. W tym małym „okienku czasowym” powstała Armia Polska w ZSRR, zwana Armią Andersa, która przyciągała nie tylko żołnierzy przetrzymywanych w sowieckich obozach jenieckich, ale także tysiące cywilów i sierot, których rodzice zginęli w sowieckim gułagu. Tysiące z nich zmarło w drodze do ośrodków nowo powstałego Wojska Polskiego, głównie z powodu epidemii czerwonki, która dziesiątkowała zarówno mężczyzn, jak też kobiety i dzieci.

## Ewakuacje

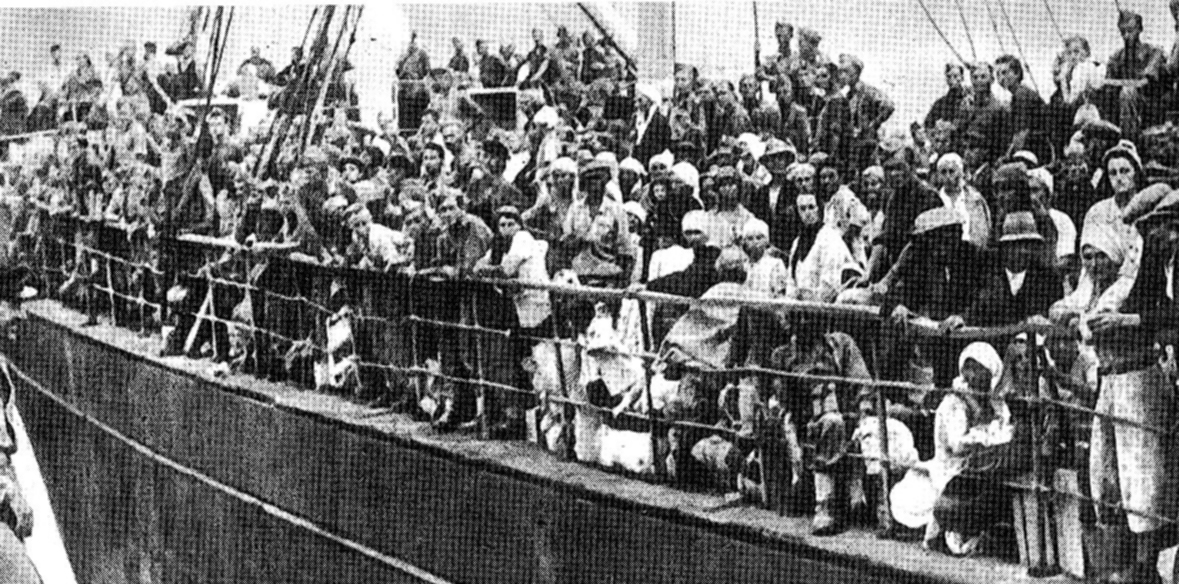
Statek przewożący polskich żołnierzy i cywilnych uchodźców przybywa do Iranu ze Związku Radzieckiego, 1942

Na początku 1942 roku władze sowieckie zmniejszyły liczbę racji żywnościowych dla Armii Polskiej o dwie trzecie do poziomu 30 tys. przy stanie osobowym Armii prawie 70 tys. 18 marca 1942 roku generał Władysław Anders podczas rozmowy ze Stalinem uzyskał jego zgodę na ewakuację do Iranu żołnierzy, którzy stanowili nadwyżkę ponad stan 44 tys. 19 marca 1942 roku generał Anders, jeszcze przebywając w Moskwie, wydał pierwszy rozkaz nakazujący ewakuację. Między 24 marca a 5 kwietnia 1942, podczas pierwszej ewakuacji, 33069 wojskowych i 10789 cywilów, w tym 3100 dzieci (uratowanych z więzień i łagrów) przetransportowano pociągami z republik Azji Środkowej w ZSRR do portu w Kranowodzku nad Morzem Kaspijskim, a następnie statkami do portu Pahlevi w Iranie.

Po pierwszej ewakuacji stosunki polsko-sowieckie uległy znacznemu pogorszeniu, a władze sowieckie przystąpiły do aresztowania polskich urzędników. Na przełomie czerwca i lipca 1942 roku Stalin porozumiał się z brytyjskim premierem Winstonem Churchillem w sprawie ewakuacji całej Armii Polskiej do Iranu. 26 lipca 1942 roku generał Anders otrzymał ultymatywną decyzję władz sowieckich o ewakuacji jego Armii do Iranu. 31 lipca 1942 roku podpisano protokół polsko-radziecki o ewakuacji. 9 sierpnia 1942 roku rozpoczęła się druga ewakuacja, która trwała do 1 września. Ewakuacja odbywała się tą samą drogą co poprzednio. Ewakuowani byli transportowani pociągami do Krasnowodzka, skąd statkami przez Morze Kaspijskie transportowano ich do Iranu. We wrześniu 1942 roku drogą lądową z Aszchabadu do Maszhedu w Iranie przyjechało jeszcze ponad 1600 żołnierzy i cywilów.  Polskie konsulaty w ZSRR wydawały tymczasowe paszporty dla ewakuowanych osób, które trzeba było okazać na przejściach granicznych, aby kontynuować podróż. Podróż  koleją do Aszchabadu opisała Wanda Ellis: 

Głód [był] niesamowity, bo już nie dostawaliśmy bochenka chleba dziennie, jak w drodze na Syberię, każdą kromkę chleba trzeba było zdobyć: ukraść, wyprosić, kupić, jeżeli ktoś miał jeszcze kilka groszy. Zaczęła się gehenna – wygłodniali, schorowani ludzie, dzieci w wagonach, w których nas gryzły wszy. Choroby: tyfus, cholera, dyzenteria. W wagonie nie było żadnego zaplecza sanitarnego – ani wody, ani ubikacji. Jak tylko pociąg się zatrzymał ludzie wyskakiwali by załatwić swoje potrzeby bezpośrednio na peronie. Trudno to opisać, ale myśmy to przeżyli, choć tyle tysięcy z nas zginęło. Bóg jednak nad nami czuwał

Podczas drugiej ewakuacji ZSRR opuściło 69247 osób, w tym 25501 cywilów (z czego 9633 to dzieci) oraz 43746 wojskowych i urzędników. W sumie podczas dwóch ewakuacji w 1942 roku ZSRR opuściło 115742 ludzi – 78470 żołnierzy i 37272 cywilów (w tym 13948 dzieci). Około 90% z nich stanowili etniczni Polacy, większość pozostałych stanowili obywatele polscy narodowości żydowskiej. Był to zaledwie niewielki ułamek z 320 tys. do 1 miliona obywateli polskich wywiezionych przez władze sowieckie w głąb ZSRR. Większość Polaków została zmuszona do pozostania w ZSRR. Polscy żołnierze i cywile,  przebywali początkowo w obozach w Pahlevi i Maszhadzie, a także w Teheranie.
Polacy nie przebywali długo w północnej części Iranu z kilku powodów, w tym wrogości ze strony władz sowieckich, które okupowały północny Iran (patrz: operacja Y), a także zagrożenia ze strony wojsk niemieckich, które wtedy nacierały na Kaukaz (patrz: operacja Fall Blau), a wreszcie z powodu złych warunków bytowych.

## Obozy dla uchodźców

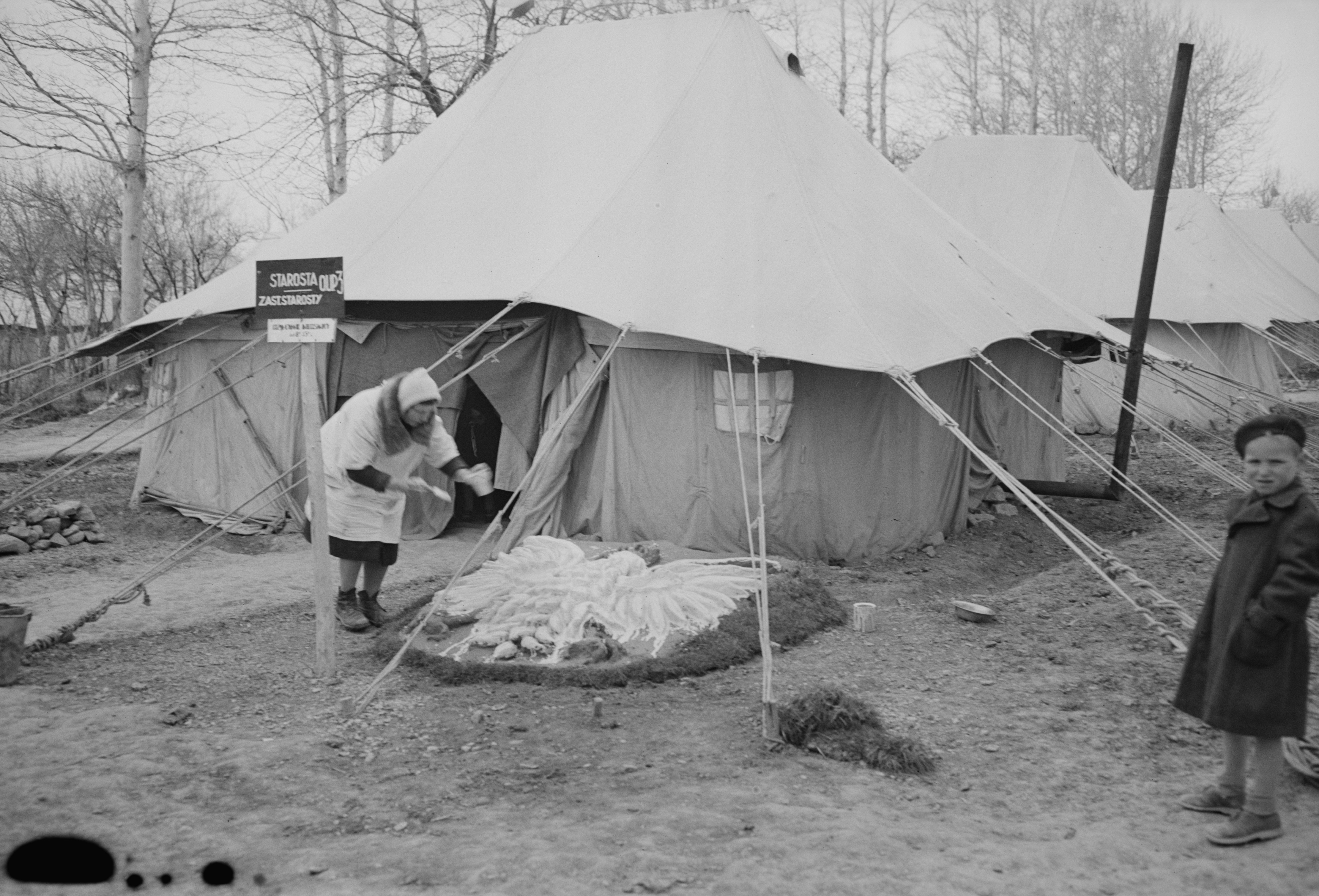
Namioty dla polskich uchodźców w Iranie, 1943

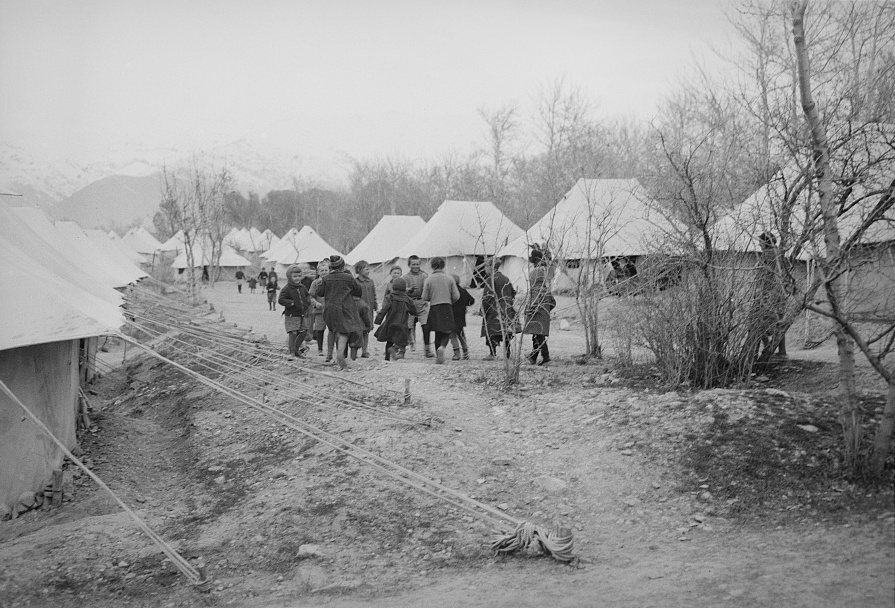
Polski obóz dla uchodźców prowadzony przez Czerwony Krzyż na obrzeżach Teheranu

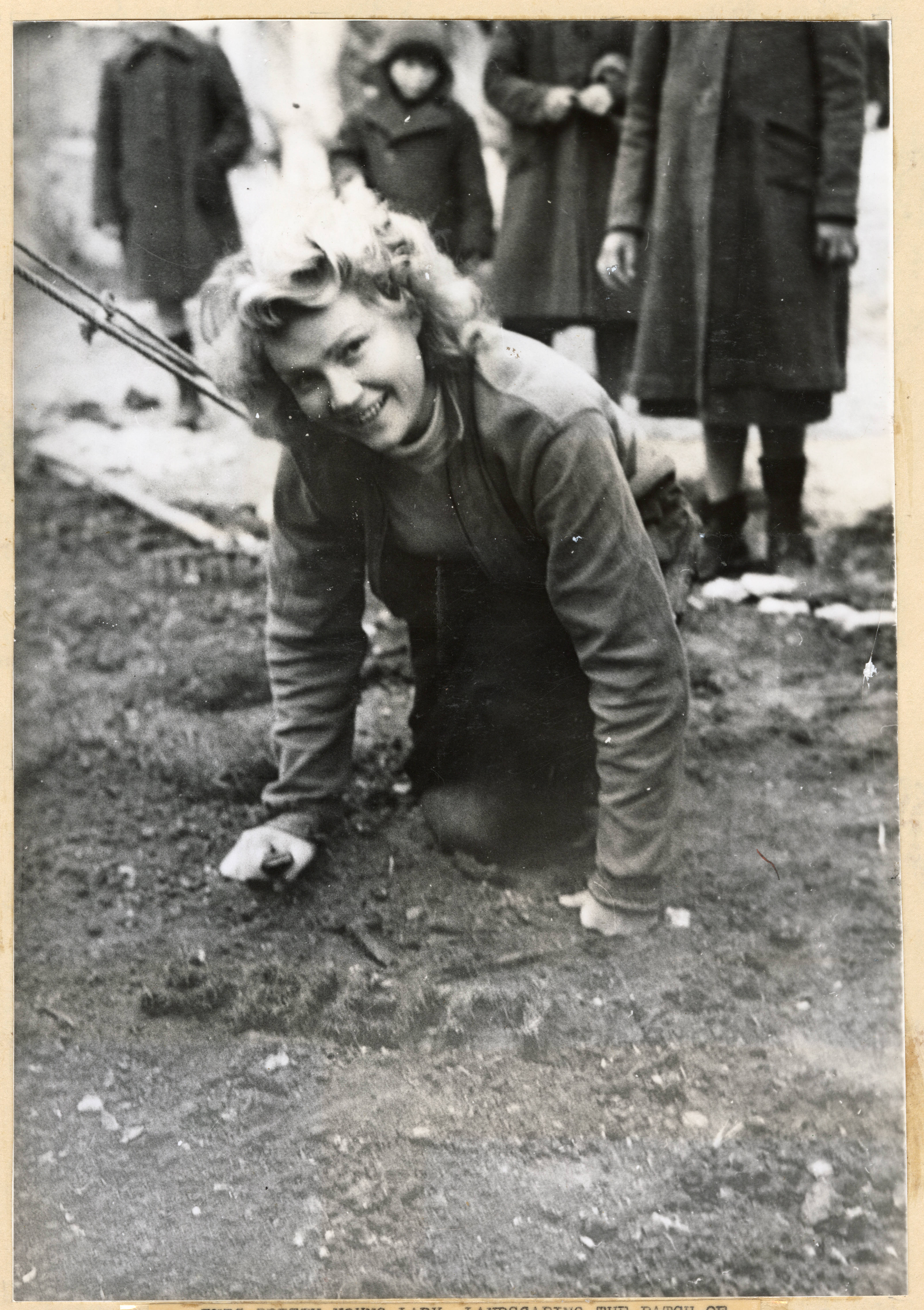
Młoda Polka urządza skrawek ziemi przed swoim namiotem w obozie w Iranie, 1943 rok

Uchodźcy ostatecznie opuścili Iran po kilku miesiącach i zostali przetransportowani do wielu odległych krajów, takich jak Liban, Palestyna, Indie, Uganda, Kenia, Tanganika, Rodezja Północna i Południowa, Południowa Afryka, Nowa Zelandia i Meksyk.

### Brytyjska Afryka Wschodnia
Maria Gabiniewicz, jedna z uchodźczyń, pisała później: 

ostatnim transportem wyrwaliśmy się z Rosji sowieckiej, gdzie zostały tysiące zrozpaczonych Polaków, których odesłano do kołchozów. Nigdy nie zapomnę karkołomnej podróży ciężarówkami z Aszchabadu przez Meszhed do Teheranu przez łańcuch górski, by przekroczyć granicę na wysokości 2 500 metrów. Po gehennie, którą przeszliśmy Teheran był zupełnie innym światem. Życie obozowe zorganizowane, działała szkoła, harcerstwo i duszpasterstwo. [...] Teheran był bramą, przez którą wysyłano nas grupami w różne części świata. Mama odsunęła kuszącą propozycję wyjazdu do Santa Rosa w Meksyku. zgłosiła nas do transportu do Afryki przez Indie. Uważała, że Afryka leży bliżej Europy i może kiedyś wrócimy do Polski. Do Indii transportowano nas statkiem wojennym przez zatokę perską. Dla bezpieczeństwa dołączono konwój. [...] Wszędzie byliśmy jakby w przelocie do Polski. Każda podróż w warunkach wojennych była ryzykiem. Po 12 dniach rejsu przez Ocean Indyjski statek szczęśliwie zawinął do portu Beira w Mozambiku u wybrzeży czarnego lądu. Dorośli przeżywali niepewność i lęk przed nieznanym, a my cieszyliśmy się, że czeka nas przygoda spotkania z egzotyką tego kontynentu. Całym jestestwem chłonęłyśmy otaczający nas świat. Nie byliśmy tu pierwsi. W Afryce Brytyjskiej od Kenii, Ugandy, Tanganiki, Rodezji północnej, południowej, aż po Kraj Przylądkowy, w 22 osiedlach dla uchodźców przebywali już nasi rodacy (około 18 tysięcy), którzy, podobnie jak my, przeszli przez różne miejsca zesłania w ZSRR

Polscy uchodźcy udający się do Afryki Wschodniej zostali tam wysłani bezpośrednio z Iranu lub przywiezieni najpierw z Iranu do Indii, a następnie z jednego z indyjskich portów do różnych miejsc w Afryce. Kenijski port Mombasa, porty Tanga i Dar es Salaam w Tanganice oraz porty Beira i Laurenҫo Marques (dzisiejsze Maputo) w Mozambiku były pierwszymi afrykańskimi przystankami dla polskich uchodźców.

#### Rodezja Północna
W październiku 1942 roku Dyrektor ds. Ewakuacji i Obozów w Rodezji Północnej Gore Browne spodziewał się przybycia około 500 polskich uchodźców z Bliskiego Wschodu. W sierpniu 1945 roku liczba polskich uchodźców w Rodezji Północnej wynosiła 3419, z czego 1227 przebywało w obozach w stolicy kolonii, Lusace, 1431 w Bwana Mkubwa na Pasie Miedzionośnym, 164 w Fort Jameson na granicy z Nyasalandem, a 597 w Abercorn (dzisiejsze Mbala w Zambii).
Obóz w Abercorn powstał w 1942 roku. Około 600 polskich uchodźców zostało przywiezionych do Abercorn w kontyngentach. Przybyli statkiem do Dar es Salaam i przez Kigoma do Mpulunga na Jeziorze Tanganika, a następnie w grupach ciężarówkami do Abercorn. Wanda Nowoisiad-Ostrowska, cytowana przez historyka Tadeusza Piotrowskiego w książce The Polish Deportees of World War II przypomniała, że obóz w Abercorn był podzielony na sześć części z jednopokojowymi domami, prysznicem, pralnią, kościołem i czteremi budynkami szkolnymi z siedmioma klasami. Gotowanie odbywało się w dużej kuchni usytuowanej pośrodku obozu. Jeden z administratorów mieszkał w budynku, w którym znajdował się również dom kultury, gdzie wyświetlane były filmy. Nowoisiad-Ostrowska wspomina wspólne śpiewanie piosenek wieczorem, słuchanie radia w celu uzyskania informacji o przebiegu wojny w Europie i wykonywanie prac rzemieślniczych wraz z innymi kobietami.

#### Warunki życia
Życie w Afryce było bardzo trudne dla Polaków, którzy nie znali lokalnych zwyczajów i języków oraz nie byli przyzwyczajeni do tropikalnego klimatu. W Ugandzie największe obozy, w których przebywało około 6400 osób, w tym 3000 dzieci, znajdowały się w wiosce Koja (dystrykt Mukono nad Jeziorem Wiktorii) i Masindi na zachodzie kraju. Każdy obóz miał własną szkołę, świetlicę i teatr. Zabudowa była prymitywna, ze ścianami domów wykonanymi z gliny, a dachami z trawy i liści bananowca.

Bogdan Harbuz pozostał w obozie Koja: 

Nie dostawaliśmy pieniędzy na prowiant, a tylko raz w miesiącu 5 szylingów na wydatki. Jedzenie było nam dostarczane: jakiś ryż, mąka, trochę mięsa, soli, cukru, herbaty i kawy raz na tydzień. Dlatego większość ludzi miała własne ogródki, gdzie hodowali warzywa. [...] Ludzie żyli bardzo biednie, chorowali, nie było pracy, [...] Dzieci uczono pod gołym niebem, nie było książek ”. Maria Gabiniewicz spędziła sześć lat w Afryce, na obozie w Bwana M’kubwa, w Rodezji Północnej: „Nazwa ta w miejscowym narzeczu bemba oznacza „wielki pan”, a nam kojarzyła się z sienkiewiczowską powieścią W pustyni i w puszczy. Domki ulepione z gliny, pokryte trawą słoniową, w sercu Afryki – wprawdzie nie przypominały rodzinnych stron, ale troska dorosłych o akcenty polskie w dekoracji osiedla była ogromna. Nie tylko w ogródkach kwitły polskie kwiaty, ale na maszcie powiewała flaga biało-czerwona, a przy głównej bramie wjazdowej czuwał orzeł biały

#### Zamknięcie obozów
W styczniu 1944 roku we wszystkich obozach w Afryce Wschodniej zredukowano polską kadrę. W styczniu 1948 roku Komisarz Administracji ds. Uchodźców z Afryki Wschodniej wydał decyzję o deportacji polskich uchodźców z obozu Abercorn. Przetransportowano ich z Kigomy do Dar es Salaam, a stamtąd statkiem do Wielkiej Brytanii, gdzie ich najbliżsi krewni – często mężowie i synowie walczący na wojnie – przechodzili kursy i szkolenia przystosowujące ich do wykonywania cywilnych zawodów. Przesiedlenie z Abercorn nazwano operacją Polejump.
Brytyjczycy początkowo w ogóle nie mieli zamiaru zatrzymywać polskich uchodźców w Afryce Wschodniej, gdy zdecydowano się ich tam sprowadzić. Już przed deportacjami, w 1941 roku ustalono, że ewakuowani udają się do Afryki Wschodniej tylko w „tymczasowo lub w specjalnym celu”. Jednak w październiku 1946 roku sekretarz stanu w Londynie orzekł, że uchodźcy, którzy mogą znaleźć pracę w okolicy na co najmniej 6 miesięcy lub mają wystarczającą sumę pieniędzy na własne utrzymanie, mogą pozostać. W Rodezji Północnej przyjęto 245 ewakuowanych na stałe miejsce zamieszkania.

### Indie

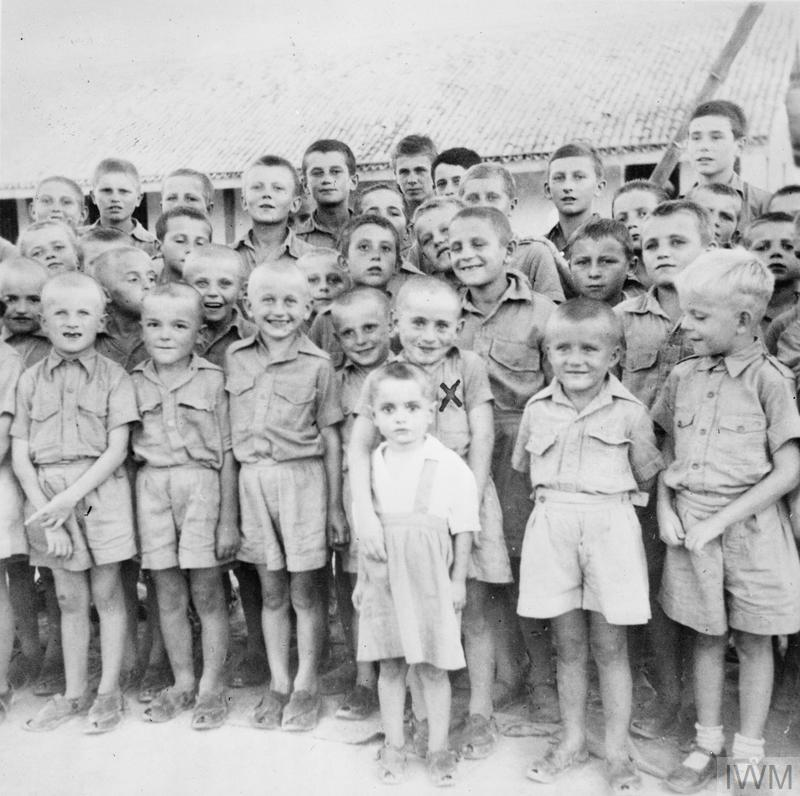
Polskie dzieci-uchodźcy i sieroty wojenne w Balachadi w Indiach, 1941

Wielu Polaków wyjechało z Iranu do Indii dzięki staraniom polskiego konsula w Bombaju Eugeniusza Banasińskiego. Rząd Indii zgodził się przyjąć 10 tys. polskich uchodźców, w tym 5 tys. sierot. Dzieci były pod opieką Polskiego Czerwonego Krzyża i mieszkańców Bombaju. Najpierw przewieziono ich do miejscowości Bandra na przedmieściach Bombaju, gdzie dziećmi opiekowała się Hanka Ordonówna. Następnie, dzięki pomocy maharadży Digvijaysinhji z Nawanagaru, w pobliżu wioski Balachadi pod Jamnagarem na półwyspie Kathijawar zbudowano specjalny obóz dla polskich dzieci. Kolejne polskie transporty docierały do Indii drogą morską, z portu Ahwaz do Bombaju. W Bombaju i jego okolicach otwarto kilka obozów, z których największy znajdował się w osiedlu Valivade na przedmieściach Kolhapuru, gdzie przebywało 5000 osób. Wśród tych, którzy tam pozostali, był Bogdan Czaykowski.

Wiesława Paskiewicz, która przebywała w Kolhapurze, pisała: 

Nurt życia wyznaczały: szkoła,harcerstwo, duszpasterstwo. [...] Kształtowały nas organizacje i stowarzyszenia religijne jak Sodalicja Mariańska, Krucjata Eucharystyczna, [...] Działały też zespoły sportowe, chór i liczne kółka zainteresowań, prowadzono też uzupełniające kursy zawodowe

### Iran i Bliski Wschód

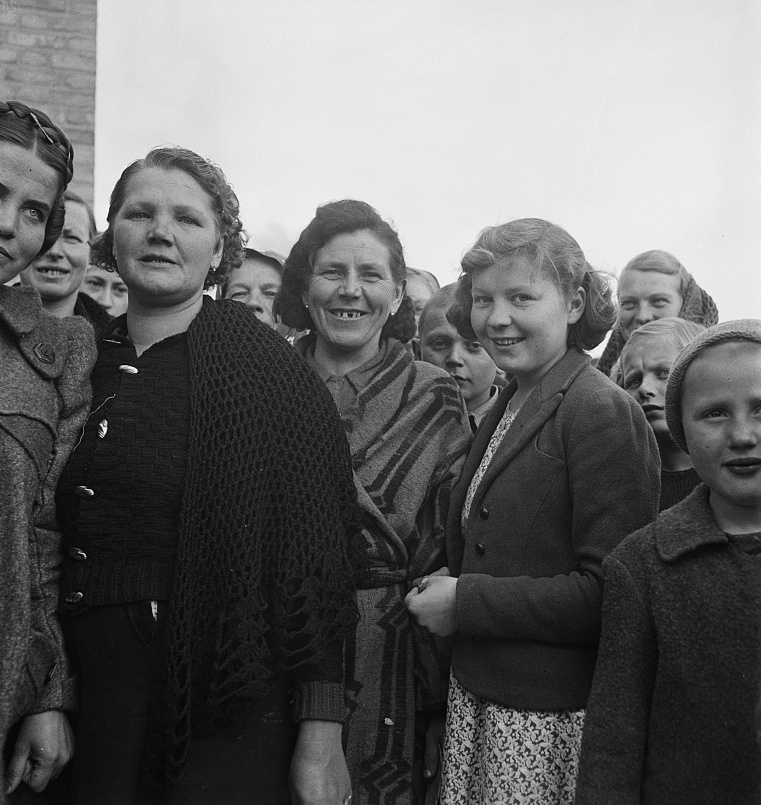
Polki w Teheranie

W 1942 roku około 120 tys. uchodźców z Polski rozpoczęło swój exodus do Iranu z odległych części Związku Radzieckiego. Mimo niestabilności politycznej i głodu, jaki panował w Iranie w tym czasie, polskich uchodźców witało przyjazne nastawienie i hojność irańskiego narodu. Pod koniec 1942 i na początku 1943 roku polskie obozy w Iranie znajdowały się w Teheranie, Isfahanie, Maszhadzie i Ahwazie. Pierwsze szkoły powstały w Teheranie, gdzie po roku działało już dziesięć polskich placówek oświatowych. W polskim sierocińcu w Isfahanie otwarto obóz dziecięcy, w którym przebywało 2300 dzieci i 300 dorosłych oraz powstało osiem szkół podstawowych. Camp Polonia w Ahwazie był jednym z głównych ośrodków wyjazdowych dla Polaków opuszczających Iran, a ostatni obóz w tym mieście został zamknięty w 1945 roku.
Pierwsi polscy uchodźcy przybyli do Palestyny latem 1942 roku. Byli to chłopcy i dziewczęta w wieku od 14 do 18 lat, którzy w Związku Radzieckim byli członkami organizacji harcerskiej Wojska Polskiego. Transporty harcerzy, które przybyły do Palestyny, kierowano do Camp Bashit. Tam wszyscy zostali podzieleni na kilka grup i rozpoczęli naukę. W sierpniu 1942 roku utworzono dwie szkoły – dla młodszych (8–15 lat) i starszych harcerzy. Zajęcia rozpoczęły się 1 września 1942 roku. W sumie w latach 1942–1947 do polskich szkół w Palestynie uczęszczało 1632 uczniów. Ponadto istniały także polskie szkoły w Egipcie: Tall al Kabir i Heliopolis (przedmieścia Kairu). W sumie w latach 1943–1944 istniało 26 szkół dla uchodźców polskich na Bliskim Wschodzie.

### Nowa Zelandia

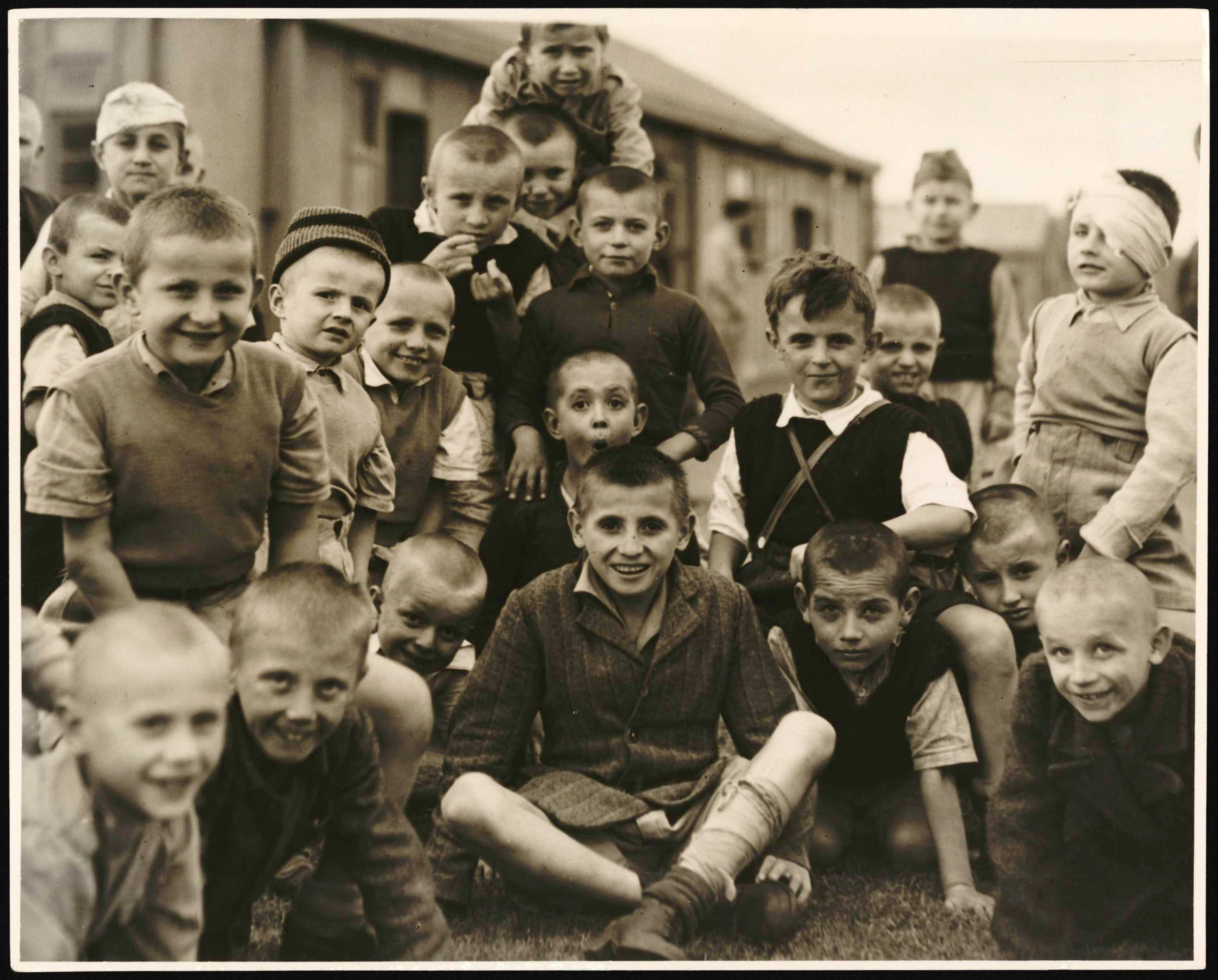
Polskie dzieci przebywające w obozie dla polskich dzieci w Pahiatua w Nowej Zelandii, 1944

W 1944 roku premier Nowej Zelandii Peter Fraser zgodził się przyjąć ograniczoną liczbę polskich sierot i półsierot, których rodzice zginęli w Związku Radzieckim czy zmarli w Teheranie lub których ojcowie walczyli na froncie. Jeszcze w Isfahanie wybrano 105 nauczycieli, lekarzy i pracowników administracyjnych oraz jednego księdza, ks. Michała Wilniewczyca oraz dwie rzymskokatolickie zakonnice do obsługi nowego ośrodka. 1 listopada 1944 roku do Wellington przybył transportowiec USS „General George M. Randall” z 733 dziećmi na pokładzie.
Dzieci i dorośli zostali następnie przewiezieni na Wyspę Północną, do miejscowości Pahiatua, gdzie w dawnych koszarach wojskowych otwarto Polish Children’s Camp – Pahiatua. Miał on pokój klubowy, szpital i siłownię. Główna ulica obozu została nazwana imieniem gen. Tadeusza Bora-Komorowskiego, walczącego wówczas w podziemiu z niemieckim okupantem. Istniało tam przedszkole, szkoła męska, szkoła kobieca i gimnazjum. Później zorganizowano także drużyny harcerskie. Obóz dla dzieci polskich był finansowany przez rząd Nowej Zelandii przy pomocy Rządu RP na uchodźstwie z siedzibą w Londynie.

### Meksyk
Na mocy porozumienia premiera Władysława Sikorskiego z rządem Meksyku osiedliło się w tym kraju około 10 tys. polskich uchodźców. Rząd Meksyku nie finansował ich pobytu, pieniądze pochodziły z funduszy specjalnego komitetu polsko-brytyjsko-amerykańskiego. Polakom w Meksyku nie wolno było opuszczać swoich obozów. Pracowali jako rolnicy, a ich pierwszy transport przybył z Indii w październiku 1943 roku i liczył 720 osób, w większości kobiety i dzieci. Osiedlili się oni w obozie w Santa Rosa, niedaleko miasta León, w środkowym Meksyku. Kolejne polskie transporty przybyły pod koniec 1943 roku.

## Polacy, którzy pozostali w Związku Radzieckim

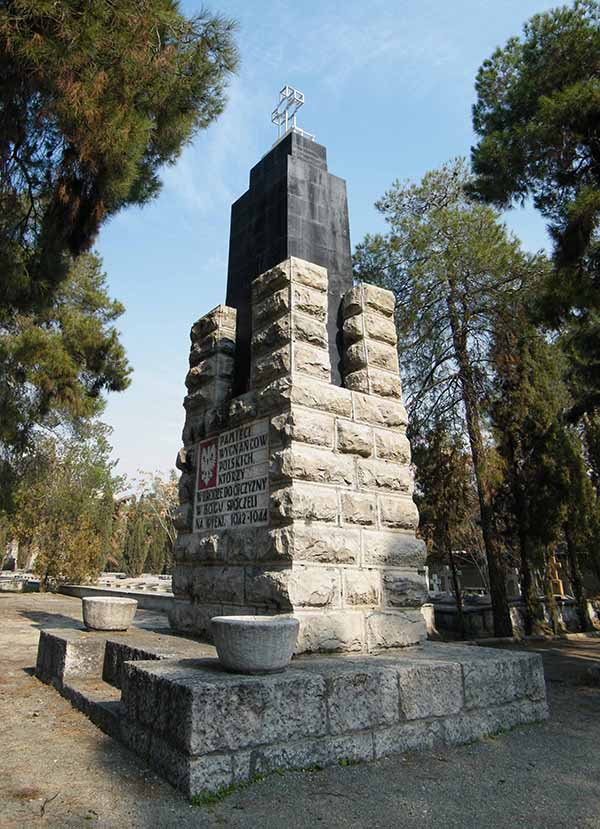
Pomnik na Polskim Cmentarzu w Teheranie

Po wyjściu Wojska Polskiego ze Związku Radzieckiego stosunek Sowietów do pozostałych na ich terytorium Polaków pogorszył się. Zarówno władze sowieckie, jak i zwykli obywatele tego kraju twierdzili, że Wojsko Polskie nie walczyło z Niemcami, a Polakom nie przysługiwały żadne przywileje. 16 stycznia 1943 roku Ludowy Komisariat Spraw Zagranicznych wystosował do polskiej ambasady notę informującą o likwidacji polskich konsulatów w Związku Radzieckim i unieważnieniu decyzji o uznaniu obywatelstwa polskiego osobom zamieszkałym na Kresach. Oznaczało to, że wszystkim pozostałym w ZSRR Polakom ponownie nadano obywatelstwo sowieckie. W lutym – maju 1943 roku funkcjonariusze NKWD wydawali Polakom paszporty sowieckie. Tych, którzy odmówili ich przyjęcia, prześladowano, osadzano w więzieniach, a matkom grożono, że jeśli odmówią, trafią do obozów pracy, a ich dzieci zostaną wysłane do domów dziecka. Łącznie paszporty sowieckie otrzymało 257 660 obywateli II RP (190 942 dorosłych i 66 718 dzieci). 1583 odmówiło i trafiło albo do więzień, albo do gułagu.
Wraz z ratyfikacją nowej granicy pomiędzy powojenną Polską a Związkiem Radzieckim opartej na linii Curzona (na wniosek Stalina w Jałcie), nastąpiła wymiana ludności pomiędzy obydwoma państwami, która dotknęła około 1,1 miliona obywateli polskich (głównie Polaków, ale też polskich Żydów) wysiedlonych na tzw. Ziemie Odzyskane, a także blisko pół miliona osób Ukraińców wysiedlonych do ZSRR. Według oficjalnych danych, podczas kontrolowanych przez państwo wysiedleń w latach 1945–1946 mniej niż 50% Polaków, którzy zgłosili się do tzw. repatriacji, otrzymało szansę opuszczenia najbardziej wysuniętych na zachód republik Związku Radzieckiego. Następny transfer nastąpił po śmierci Stalina w latach 1955–1959.